# Instant Replay (The Monkees)
Instant Replay è il settimo album in studio del gruppo musicale statunitense The Monkees, pubblicato nel 1969.

## Tracce
Per ogni brano musicale è riportato il cantante principale.
Side 1
1. Through the Looking Glass (Red Baldwin, Tommy Boyce, Bobby Hart) – 2:43 – Micky Dolenz
2. Don't Listen to Linda (Tommy Boyce, Bobby Hart) – 2:49 – Davy Jones
3. I Won't Be the Same Without Her (Gerry Goffin, Carole King) – 2:42 – Michael Nesmith
4. Just a Game (Micky Dolenz) – 1:49 – Micky Dolenz
5. Me Without You (Tommy Boyce, Bobby Hart) – 2:11 – Davy Jones
6. Don't Wait for Me (Michael Nesmith) – 2:36 – Michael Nesmith

Side 2
1. You and I (Bill Chadwick, David Jones) – 2:15 – Davy Jones
2. While I Cry (Michael Nesmith) – 3:01 – Michael Nesmith
3. Tear Drop City (Tommy Boyce, Bobby Hart) – 1:59 – Micky Dolenz
4. The Girl I Left Behind Me (Carole Bayer Sager, Neil Sedaka) – 2:43 – Davy Jones
5. A Man Without a Dream (Gerry Goffin, Carole King) – 3:04 – Davy Jones
6. Shorty Blackwell (Micky Dolenz) – 5:46 – Micky Dolenz